# Лоуренс Максвелл Краусс
Лоуренс Максвелл Краусс (англ. Lawrence M. Krauss; нар. 27 травня 1954) — америко-канадський фізик-теоретик та космолог. Професор-засновник Відділу земних та космічних досліджень Університету штату Аризона. Засновник ASU's Origins Project, що присвячений дослідженню фундаментальних питань. Автор декількох бестселлерів, зокрема «Фізика „Зоряного Шляху“» (1995) та «Всесвіт із нічого» (2012). Очолював спонсорську раду «Бюлетеню вчених-атомників».

## Біографія
Народився у єврейській родині у Нью-Йорці ,але згодом переїжджають у Торонто (Канада), де він і виріс. Отримав диплом з математики та фізики Картолського університету в 1977 році. В 1982 році отримав ступінь доктора філософії з фізики  Массачу́сетського університету.
У 1982-1985 роках працював у Гарварді ,у 1985 році отримав посаду асистента-професора в Єльському університеті, а в 1988 він вже займав посаду ад'юнкт-професора. 
У 1993 році був назначеним на посаду професора фізики ім. Амброза Суосі та професора з астрономії і голови фізичного факультету у Університеті Кейс Вестерн резерв. Займав останню до 2005 року. В цей період його факультет ввійшов у двадцятку кращих у США відповідно до національного рейтингу університетських дослідних програм на 2005 рік. Найбільш значними були зміни були у теоретичній програмі з астрофізики елементарних частинок і введення магістерської програми з фізичного підприємництва. У 2002 році також був назначений на пост директора Центру освіти і досліджень в області космології та астрофізики. У 2006 р. Краусс очолив факультет Коледжу мистецтв та наук Едварда М. Хундерта та проректора Джона Л. Андерсона з ініціативою щодо недовіри. 2 березня 2006 р. Були проведені обидва вотуми недовіри: 131–44 проти Гундерта та 97–68 проти Андерсона 
У серпні 2008 року Краусс зайняв пост професора-засновника Відділу земних і космічних досліджень  (англ. School of Earth and Space Exploration) і почесного директора проєкту «Origins» Університету штату Аризона.
23 листопада 2018 року провів лекцію про гравітаційні хвилі у НТУУ"КПІ ім.Сікорського".
Автор більше як  300 наукових публікацій, 9 книг. ще Краусс є членом Американського фізичного товариства та Американської асоціації сприяння розвитку науки. Науковий коментатор у "New York Times" та " New Yorker"
Знявся в фільмі Перетин (2020).

## Книги
- Фізика «Зоряного шляху» (1996), Basic Books, ISBN 0-465-00559-4
- Атом: Одіссея від Великого Вибуху до життя на Землі…і поза нею (2001), Black Bay, ISBN 0-316-18309-1
- Квантова людина: Життя Річарда Фейнмана в науці (2011), Norton and Co. ISBN 978-0-393-06471-1
- Всесвіт з нічого: Чому існує щось замість нічого (2012), Atria Books, ISBN 978-1-4516-2445-8 [50]
- Чому ми існуємо? Найвеличніша з коли-небудь розказаних історій (2017), Atria Books, ISBN 978-1-4767-7761-0

## Нагороди
- Медаль Ерстеда
- Премія Лілієнфельда
- Премія Річарда Докінза
- Премія Ендрю Геманта

## Інтренет-ресурси
- Зустріч з Лоуренсом Крауссом